# アコースティック (エヴリシング・バット・ザ・ガールのアルバム)
『アコースティック』(原題 : Acoustic) は、イギリスの音楽バンドであるエヴリシング・バット・ザ・ガールが1992年に発表したコンピレーション・アルバムである。

## 概要
本作は、1992年にヨーロッパ及び日本でリリースされた『カヴァーズ E.P.』 (1～4曲目)に、その他のカヴァー曲や既発曲のアコースティック・ヴァージョン、及びライブテイクを足したものである。なお、『カヴァーズ E.P.』は全英チャートで13位を記録している。

## 楽曲
本作には、以下のカヴァー曲が収録されている。 (カッコ()内はオリジナル歌手)
- 『ラヴ・イズ・ストレンジ』 ／ミッキー&シルヴィア
- 『タファー・ザン・ザ・レスト』／ブルース・スプリングスティーン
- 『タイム・アフター・タイム』／シンディ・ローパー
- 『アリスン』／エルヴィス・コステロ
- 『ダウンタウン・トレイン』 ／トム・ウェイツ

## 収録曲
1. ラヴ・イズ・ストレンジ - Love Is Strange
2. タファー・ザン・ザ・レスト - Tougher Than the Rest
3. タイム・アフター・タイム - Time After Time
4. アリスン - Alison
5. ダウンタウン・トレイン - Downtown Train
6. ドライヴィン - Driving
7. ワン・プレイス - One Place
8. エプロン・ストリングス(ライヴ) - Apron Strings (Live)
9. ミィ・アンド・ボビー・D - Me and Bobby D
10. カム・オン・ホーム - Come On Home
11. ファッシネイション(ライヴ) - Fascination (Live)